# 翁長吾央
翁長 吾央（おなが ごお、1980年5月5日 - ）は、日本の男性の元プロボクサー。沖縄県那覇市出身。大橋ボクシングジム所属。沖縄尚学高校、東洋大学卒業。

## 来歴

### アマチュア時代
高校入学と同時にボクシングを始め（自身の1学年上の生徒までは興南高校で指導する）金城真吉監督の熱血指導で、1998年インターハイフライ級で決勝で花咲徳栄高校矢代義光に判定勝利。かながわ・ゆめ国体少年フライ級、選抜も制し高校3冠を達成した。アルゼンチン・ブエノスアイレスでの世界ユース選手権ではベスト8（プエルトリコライトウェルター級代表ミゲール・コットとエールを交換した）。
高校卒業後に進学の為に上京、高校時代からの同級生の中真光石と東洋大学ボクシング部に所属し関東大学リーグ戦や全日本選手権、国民体育大会等で活躍した。大学時代に熱戦を演じた相手には相澤国之、清水智信らがいる。東洋大学は翁長の3年次に関東大学ボクシング2部リーグから1部リーグに昇格した（当時の1学年上の主将は三浦数馬）。翌年、翁長は主将となりリーグ戦でフライ級の階級賞を獲得。アマチュア戦績125戦114勝11敗。大学4年次、職員となり大学にとどまるかプロの道に進むか悩んだ末に卒業後、光石の実父中真茂が創始者の沖縄ワールドリングボクシングジムに入門。

### プロ時代
2003年6月29日、星野恭一に奥武山武道館で1RKO勝ちしプロデビュー。その後デビューから5試合連続KO勝利。
2005年12月10日、元WBA世界ジュニアフライ級王者のカルロス・ムリーリョ（パナマ）に北谷ドームで1RKO勝ち。その後日本同級10位にランクされる。
2006年8月6日、沖縄市テルヤダイヤモンドホールでWBA世界ライトフライ級9位・WBO同級7位のネリス・エスピノザ（ニカラグア）と対戦し、5Rに偶然のバッティングで翁長の右瞼が切れ、負傷判定勝利。当初は6月11日の予定であったがネリスの体調不良により、7月23日に日程変更されたが来日せず、WBAおよびニカラグアボクシングコミッションに抗議し成立した。この勝利により、WBA世界同級15位にランクされた。
2007年3月20日、1戦1勝後日本フライ級9位の奈須勇樹（グリーンツダ）に後楽園ホールで10R判定勝ち。その後、1年1か月あまり試合から遠ざかった。
2008年1月1日、同日付で大橋ボクシングジムに移籍。担任指導者は松本好二。
2008年4月30日、移籍初戦でチャーンサックノーイ・サックルンルアン（タイ）と対戦し、2RKO勝ち。
2008年10月18日、タイ国フライ級チャンピオンのユーシ・エアウサンパンに2RKO勝ち。
2009年1月3日、元PABAフライ級暫定王者・鄭眞綺（韓国）に6R負傷判定勝ち。
2009年5月16日、WBC世界フライ級12位のリチャード・ガルシア（フィリピン）と対戦し、三者三様の判定引分となり、初めて勝利を逃した。
2010年5月1日、チャンピオンカーニバル、中広大悟（広島三栄）の負傷により設置された日本スーパーフライ級暫定王座をWBA・WBC同級11位として日本1位の佐藤洋太（協栄）と争い、7R0分32秒TKO負けで初黒星を喫し、王座獲得はならなかった。
2011年4月21日、大塚隆太(18鴻巣)とノンタイトル8回戦を行い、3−0の判定勝ちを収めた。
2011年10月15日、日本タイトル挑戦権獲得トーナメント準優勝も同大会決勝で帝里木下（千里馬神戸）と引分（自身の敗者扱い）。
2012年3月27日、佐藤洋太の世界初挑戦の前座で佐藤の返上した王座を前回引き分けた帝里木下と争い1-2の僅差判定負けでまたしても日本タイトル獲得とはならなかった。
2013年2月24日、中城村民体育館でティエンチャイ・ソーカニットソーン(タイ)と対戦し、2RKO勝利。
2013年6月2日、沖縄コンベンションセンターでIBF世界フライ級15位のライアン・ポンテラス（フィリピン）と対戦、4回にポンテラスが翁長の後頭部を打撃し、減点1が取られるも翁長はドクターチェックで続行不能と判断され翁長が反則勝ちとなった。
2013年10月21日、後楽園ホールで宮森卓也（18古河）と対戦し、1回3分KO勝ちを収めた。
2014年8月24日、沖縄コンベンションセンターでサムラーンサック・シンマナサック（タイ）と対戦し、2回2分8秒KO勝ちを収めた。
2015年2月9日、後楽園ホールでブレイロール・テラン（ベネズエラ）と対戦し、8回3-0（78-75,78-74,79-73）で判定勝ちを収めた。
2015年4月12日、ネーブルカデナでセーンゲン・サックナロン（タイ）と対戦し、3回1分37秒KO勝ちを収めた。
2015年7月6日、後楽園ホールで大嶽正史（石橋）と対戦し、7回2分50秒TKO勝ちを収めた。
2015年11月15日、豊見城市民体育館でOPBF東洋太平洋スーパーフライ級4位のジョナス・サルタン（フィリピン）と対戦し、10回3-0（99-92,97-94,98-93）で判定勝ちを収めた。
2016年3月13日、豊見城市民体育館でOPBF東洋太平洋フライ級13位のレノエル・パエル（フィリピン）と対戦し、10回3-0（99-90×2,100-90）で判定勝ちを収めた。
2016年8月21日、沖縄県立武道館でOPBF東洋太平洋スーパーフライ級王者のレネ・ダッケル（フィリピン）と同級タイトルマッチを行い、12回0-3（110-117,112-115,113-114）で判定負けを喫し、王座獲得とはならなかった。
2017年1月8日、豊見城市民体育館でOPBF東洋太平洋スーパーフライ級4位のライアン・ルマカド（フィリピン）と対戦し、8回1-1（75-76,77-75,76-76）で引き分けとなった。
2017年8月30日、後楽園ホールでジョン・バジャワ（インドネシア）と対戦し、3回2分 52秒TKO勝ちを収めた。
2017年12月11日、後楽園ホールで日本スーパーフライ級2位の久高寛之（仲里）と日本スーパーフライ級王座挑戦者決定戦を行い、3回2分13秒に翁長が三度のバッティングにより続行不能となり負傷ドローとなったが、優勢点を久高が取り翁長は指名挑戦権を得ることはできなかった。
2018年4月14日、大阪府立体育会館第2競技場で前王者の船井龍一（ワタナベ）が返上した王座を懸けて、翁長との戦いにより挑戦権を得ていた久高寛之と日本スーパーフライ級王座決定戦を行い、10回0-2（95-95,95-97,94-97）で判定負けを喫し、王座獲得とはならなかった。試合後、引退を表明した。

## 人物
- 2016年に興南高校ボクシング部のOBと共同で那覇市内に2人の師匠である金城眞吉の名前を冠した焼き肉屋「しん吉や」を開業した[14]。

## 戦績
- アマチュアボクシング：125戦114勝(38KO・RSC)11敗
- プロボクシング：36戦28勝(19KO)4敗4分